# Лангевизен
Лангевизен (нем. Langewiesen) — район города Ильменау в Германии в земле Тюрингия.
До 2018 года имел статус города, входившего в состав района Ильм. В 2018 году был объединён с Ильменау.
Население составляет 3555 человек (на 31 декабря 2010 года). Занимает площадь 27,51 км².
В 1892—1972 гг. в городе действовала фабрика фарфора Oscar Schlegelmilch, сыгравшая важную роль в промышленной истории города. Её продукция была хорошо известна потребителям из Восточной Европы (в частности, любимые в 1960-х гг. сервизы «Мадонна» изготавливались именно этой маркой). Сейчас здесь открыта экспозиция, посвященная истории местного фарфорового производства.

## Фотографии

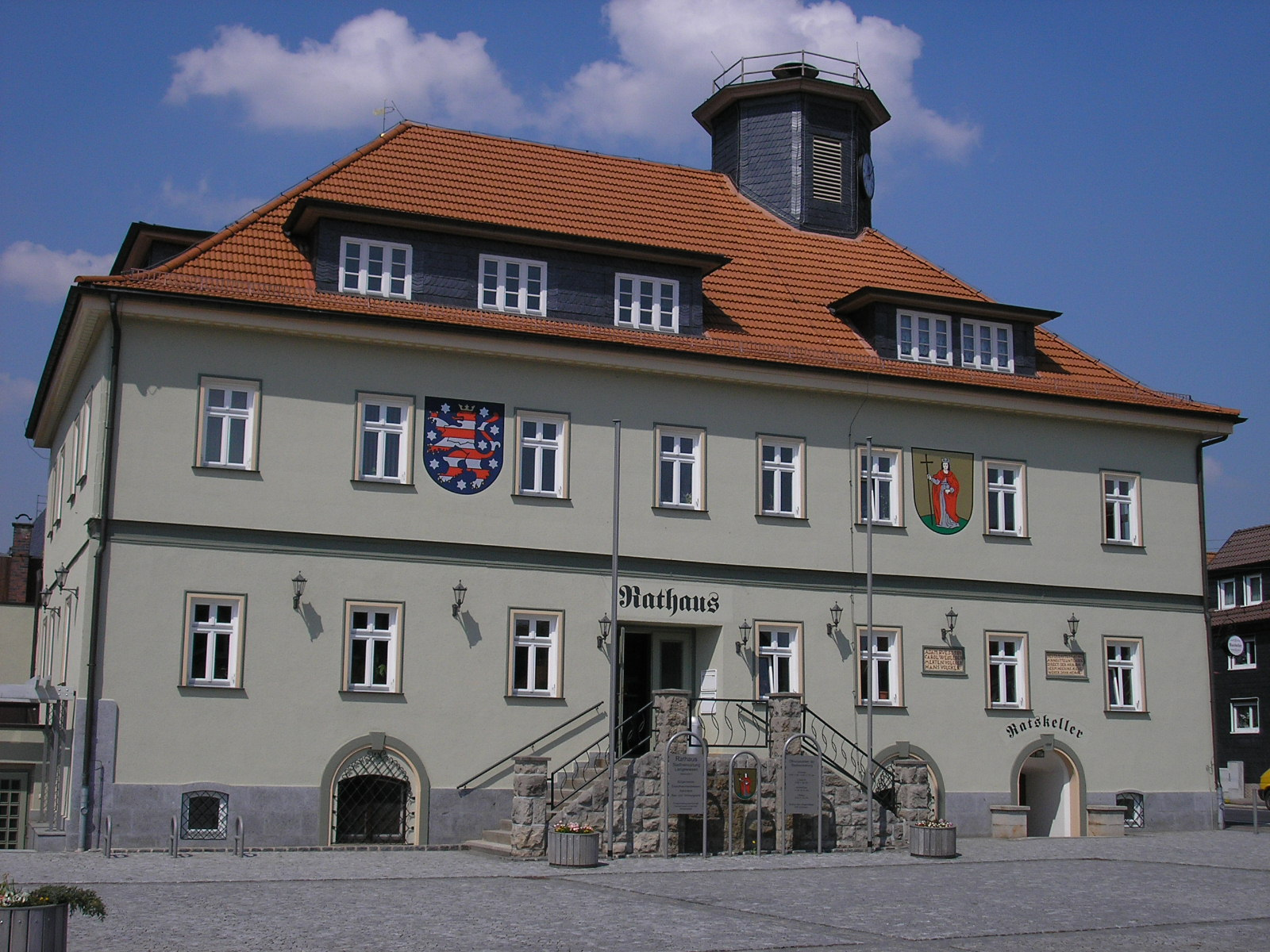
Ратуша
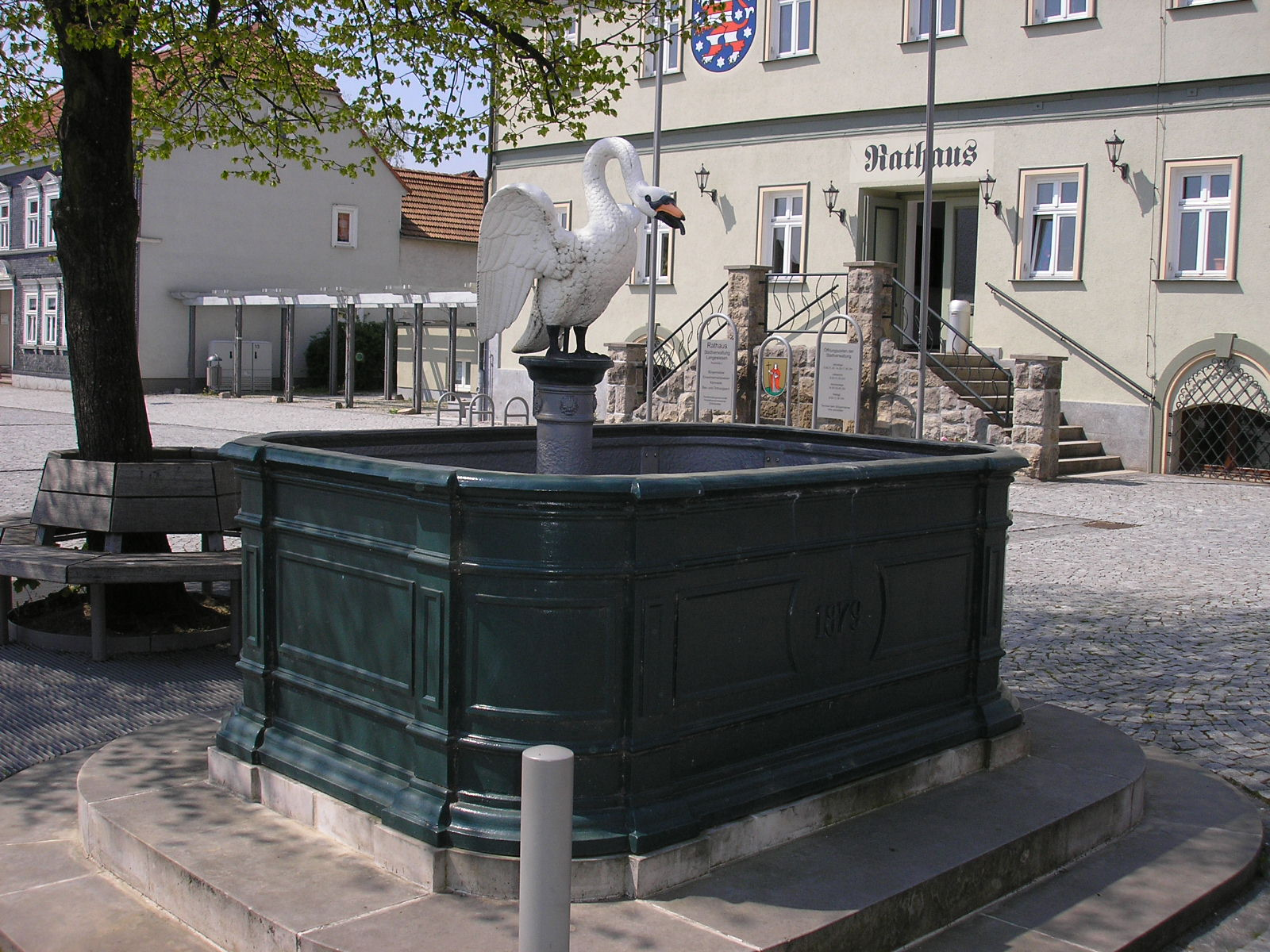
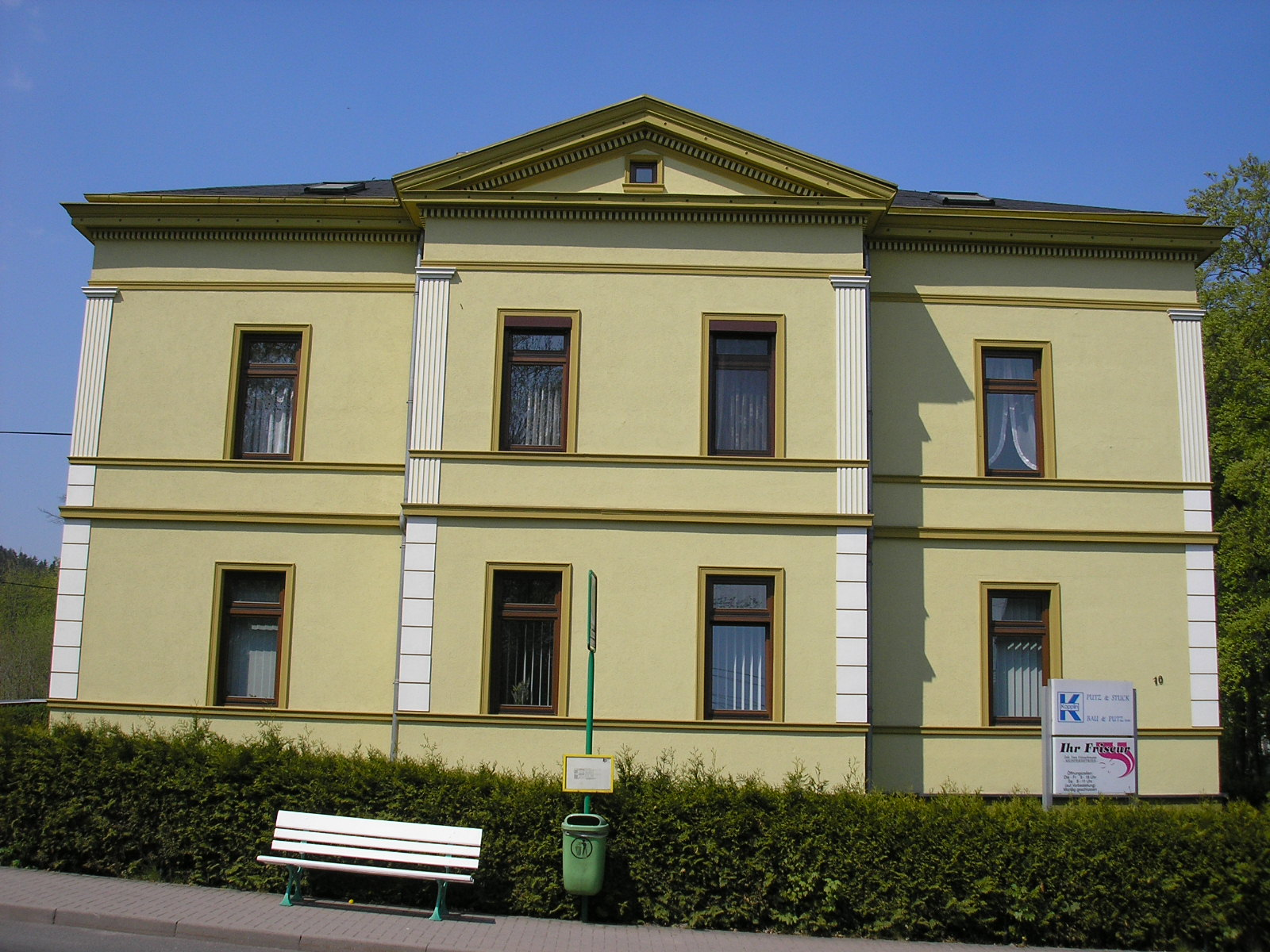
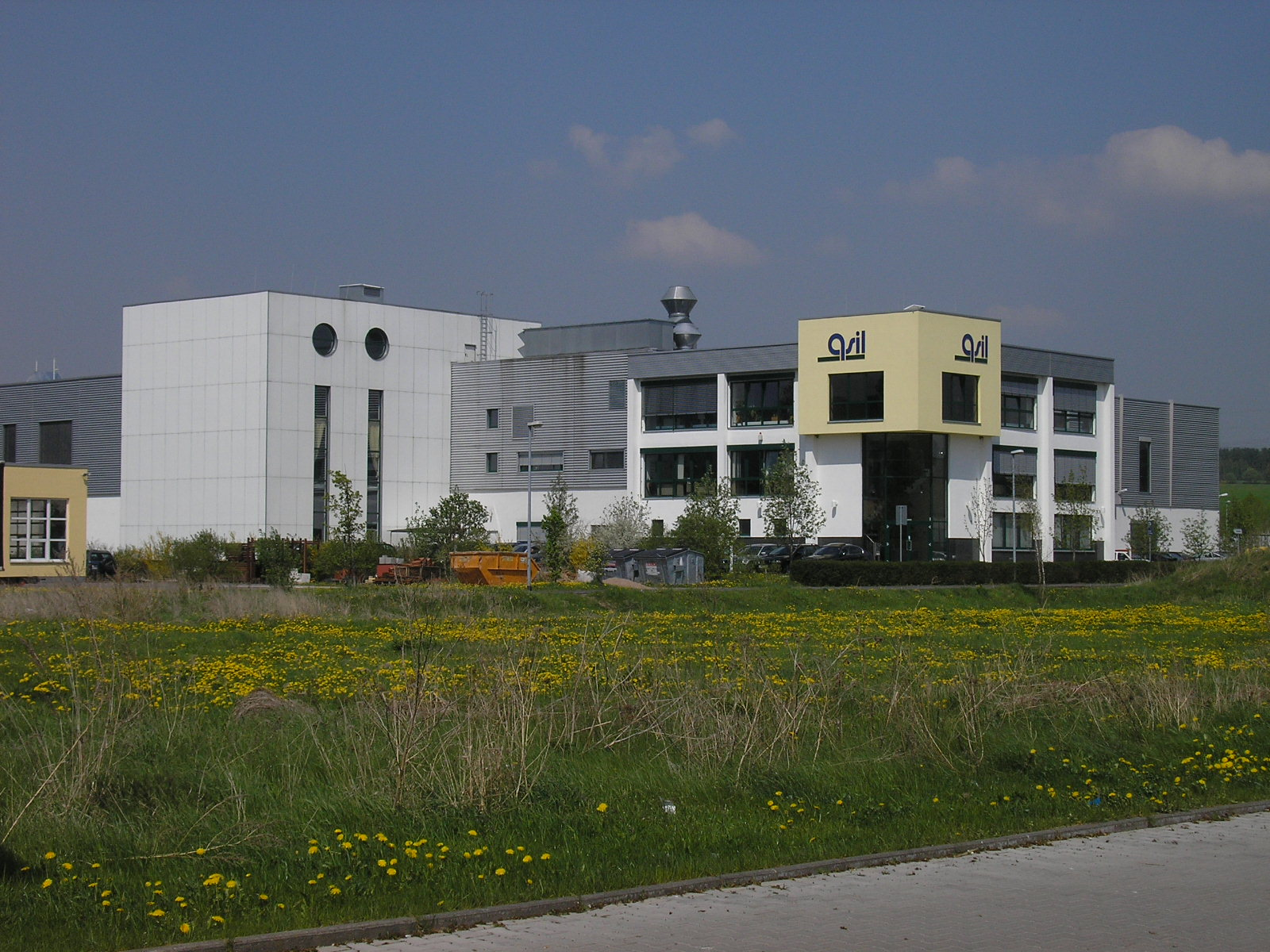
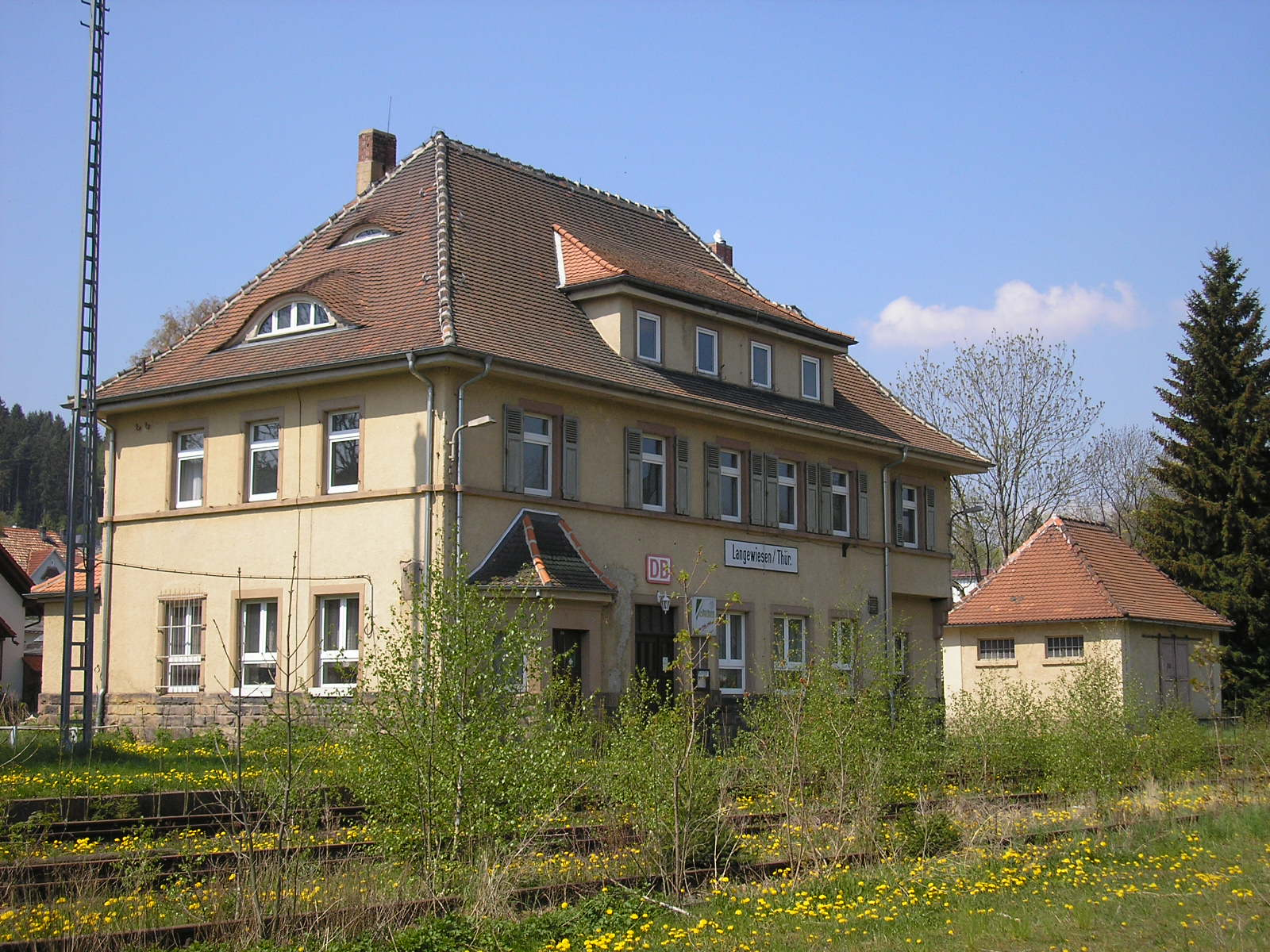
Вокзал
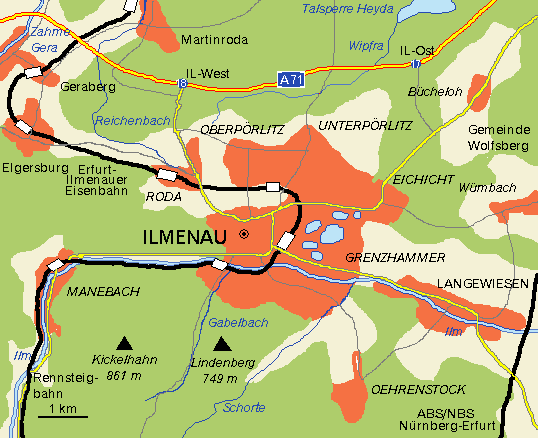
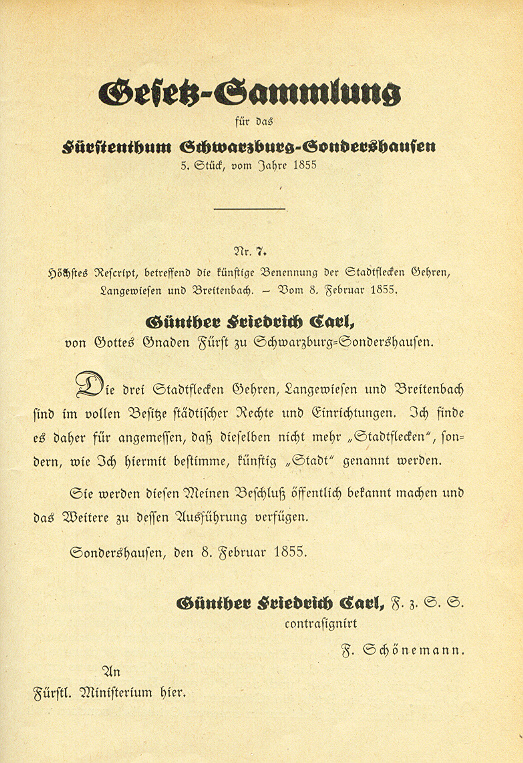